# Flava and Stevenson
Flava and Stevenson sind ein Schweizer House- und Electro-DJ-Duo und Musikproduzenten.

## Geschichte
Yves Lendenmann alias Flava und Brian Abey alias Stevenson wurden 1986 bzw. 1988 in Bern geboren. Die beiden lernten sich in ihrer frühen Kindheit kennen und spielten in den 1990er Jahren in verschiedenen Bands. Neben Vocal-Einlagen auf der Bühne spielten sie Piano und Schlagzeug; so entstanden die ersten Aufnahmen und Tonbänder. Durch die ersten Auftritte arbeiteten die beiden sich immer mehr in die Szene und die Materie ein und begannen Musik zu produzieren.
In den Jahren 2005–2009 arbeiteten Flava & Stevenson mit Christopher S und Mike Candys zusammen. Aus dieser Zusammenarbeit ergaben sich Cosmic Girl, For You, Excuse, The Night You Murdred Love und weitere. Diese Kooperation verschaffte Flava & Stevenson den Einstieg in die Schweizer Club-Szene.
Ab 2010 fertigten Flava and Stevenson erstmals Eigenproduktionen an. 2009 erschien mit der Fuck the DJ-Compilation ihre erste CD auf dem Markt.
Ende 2011 unterschrieben Flava & Stevenson beim Schweizer Label "Profimedia" einen Vertrag, worauf die Veröffentlichung der Debüt-Single Rio de Janeiro (Platz 29 der Schweizer Single-Charts) und des dazugehörigen Albums Yellow (Platz 22 der Schweizer Album-Charts) anfangs 2012 in der Schweiz folgte.
Ein grösserer Erfolg folgte Ende 2012 mit der Single Good Time (Platz 7 der Schweizer Single-Charts). Das dazugehörige Album White erschien im Februar 2013 und kam ebenfalls in die Schweizer Album-Charts. Für das Werk arbeiteten Flava & Stevenson u. a. mit Christopher S., Sido, Stress, Jesse Ritch, Fat-K und FreeG zusammen.
Am 24. Mai 2013 erschien die Single Love a Paris. Als Gastmusiker wirkte die Sängerin Cesca Lara mit, die bereits den Gesangspart des Titels Rio de Janeiro übernahm. Allerdings erschien Love a Paris nicht über Kontor Records, sondern über Profimedia. Der Song erreichte Platz 10 der Schweizer Single-Charts.
Im April 2014 erschien das Album Quantum of Dance, welches u. a. Kooperationen mit Loona und Haddaway enthält. Es erreichte Platz 11 der Schweizer Album-Charts.

## Auszeichnungen
Nachdem Flava & Stevenson in der Schweiz große Erfolge feierten, unterzeichneten sie einen Vertrag beim Erfolgslabel Kontor Records. Das Label vertrieb die Single Good Time weltweit und stellte das Musikvideo auf seinen Youtube-Kanal.
Das Schweizer Fernsehen SRF nahm den Song als Spengler-Cup-Song 2012 und Playoff-Song 2012/2013.
Anfangs 2013 wurden Flava & Stevenson für über 15.000 verkaufte Singles mit Gold ausgezeichnet.

## Diskografie

### Alben
- 2012: Yellow (Profimedia & Sector Beats)
- 2013: White (Profimedia)
- 2014: Quantum of Dance (Profimedia)
- 2016: Dynamic (Profimedia)

### Kompilationen
- 2009: Fuck the DJ (Fuck the DJ)

### Singles und EPs
- 2010: Love & Die
- 2012: Rio de Janeiro (feat. Cesca Lara & Fat-K, Profimedia)
- 2012: Good Time (feat. FreeG & Fat-K, Kontor, Profimedia)
- 2013: Love a Paris (feat. Cesca Lara & Fat-K, Profimedia)
- 2014: Like That
- 2014: Talking (feat. FreeG)
- 2014: Fly So High (feat. Karian Sang)
- 2018: Summer Love